# Cheșereu, Bihor
Cheșereu este un sat în comuna Cherechiu din județul Bihor, Crișana, România.

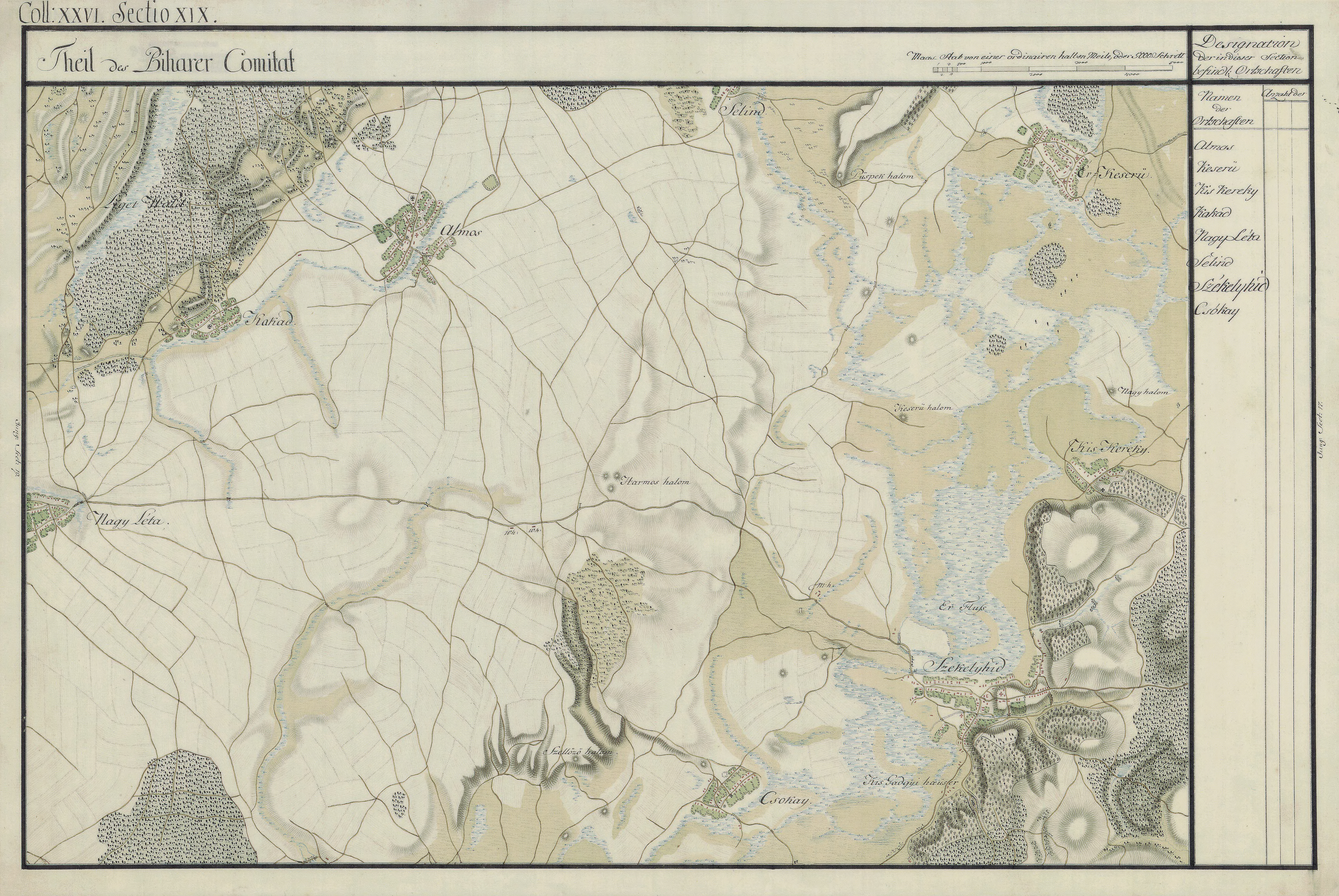
Cheșereu în Harta Iosefină a Comitatului Bihor, 1782-85

 Acest articol despre o localitate din județul Bihor este deocamdată un ciot. Puteți ajuta Wikipedia prin completarea lui.